# パルティータ
パルティータ（partita）は、バロック時代に用いられた音楽形式の名称。元来イタリアで変奏曲の意味で使われた。ドイツでは17世紀末から組曲の意味にもこの語が使われたが、ルター派コラールの主題に基づく変奏曲であるコラール・パルティータなどは従来の用法によっている。